# Sarvandikar
Sarvandikar (en armenio: Սարվանդիքար), también escrito Sarvanda k'ar (en turco: Savranda) fue el castillo franco de Savranda y en la actualidad se conoce oficialmente como Savranda Kalesi. El sitio es un castillo medieval en el antiguo Reino armenio de Cilicia, ubicado en la provincia de Osmaniye en Turquía, aproximadamente a 115 kilómetros al este de Adana.

## Etimología
Sarvandik'ar o Sarvandakar (en armenio: Սարվանդաքար) en el antiguo idioma armenio significa «meseta rocosa». Los colonos turcos llamaron a esta fortaleza Savranda.

## Arquitectura e historia
Savranda se construyó para proteger el extremo sur del paso de Amanus (o puertas sirias). La fortaleza tiene dos murallas separadas que están fuertemente fortificadas con torres y robustos muros cortina a lo largo de los flancos este y sur, y protegidos en el norte y el oeste por escarpados acantilados rocosos. Aunque hubo breves períodos de ocupación bizantina, el castillo es principalmente una construcción armenia que fue encargada por sus señores francos. La primera evaluación histórica y arqueológica detallada, incluido un plan topográfico de todo el complejo, fue completada en 1979 por R.W. Edwards. Este conjunto se caracteriza por una planta irregular, cuidadosamente adaptada al afloramiento, así como por torres redondas, una portada encorvada y una fina mampostería de sillería rusticada. Además, se construyó una pequeña capilla en el muro perimetral justo al sur de la puerta de entrada. En 1977, el gobierno turco inició la construcción de una presa y una central hidroeléctrica en el extremo sur del paso. Antes de que el pueblo medieval debajo del castillo fuera destruido, se publicó una breve descripción.
El castillo de Savranda se mencionó en 1069, cuando un grupo de selyúcidas atravesó el Amanus cerca del castillo y su guarnición bizantina. Durante la primera cruzada, las tropas de Tancredo, príncipe de Galilea, ocuparon la fortaleza y en 1101-02 encarcelaron allí a Raimundo de Saint-Gilles. En 1135, León I de Armenia capturó el fuerte. Un año más tarde, el propio León fue capturado por los francos y fue liberado solo después de pagar un rescate sustancial, que incluía a Savranda. Después de intercambios de propiedad similares entre 1172 y 1185, el castillo fue firmemente posesión armenia del barón Smbat y sus herederos desde la década de 1190 hasta 1298. En ese momento, los mamelucos ocuparon temporalmente Savranda y regresaron en 1337 para poner fin de forma permanente a la soberanía armenia.